# David Anderson (football américain)
Pour les articles homonymes, voir Anderson et David Anderson.
(en) Statistiques sur pro-football-reference
David Kent Anderson (né le 28 juillet 1983 à Westlake Village) est un joueur américain de football américain.

## Enfance
Anderson étudie à la Thousand Oaks High School et joue pour l'équipe de football américain avec le quarterback Ben Olson. Il joue trois années dans cette équipe et reçoit les honneurs régionaux.

## Carrière

### Université
Il entre à l'université d'État du Colorado où il sort diplômé en communication. Jouant dans l'équipe des Rams avec des joueurs tels que Bradlee Van Pelt et Justin Holland. Lors de sa dernière saison, il reçoit quatre-vingt-six passes.

### Professionnel
David Anderson est sélectionné au septième tour du draft de la NFL de 2006 par les Texans de Houston au 251e choix. Pour sa première saison en professionnel (rookie), il entre au cours de neuf matchs et reçoit sa première passe, une passe de vingt-sept yards. Après cette saison, il est libéré mais rappelé quatre semaines plus tard. La saison suivante, il reste à son poste de remplaçant mais reçoit douze passes pour 131 yards et un touchdown. Après la saison, il est agent libre mais une nouvelle fois, les Texans le font re-signer un contrat d'un an. 
En 2008, il joue son premier match comme titulaire et marque deux touchdowns. Pour la saison 2009, il est titulaire à huit reprises mais au poste de tight end où il reçoit trente-huit passes pour 370 yards. Lors de la saison 2010, il retrouve un poste de wide receiver remplaçant. Il est libéré le 30 juillet 2011.
Le jour même de sa libération, il signe avec les Broncos de Denver avec qui il dispute les matchs de pré-saison mais il n'est pas conservé et libéré le 2 septembre 2011. Le 15 septembre 2011, il revient chez les Texans de Houston avec qui il entre au cours de deux matchs en 2011, recevant un ballon pour neuf yards. Il est libéré le 12 octobre après l'arrivée de Derrick Mason.
Le 7 novembre 2011, il signe avec les Redskins de Washington avec qui il joue quatre matchs et marque même un touchdown de six yards sur une passe de Rex Grossman. Il est cependant libéré dès la saison achevée.